# Totò diabolicus
Totò diabolicus è un film del 1962 diretto da Steno e interpretato da Totò. La pellicola, una parodia del genere giallo-poliziesco e dei fumetti a sfondo violento, offre in assoluto una delle migliori interpretazioni di Totò, che dà volto e fattezze a sei personaggi differenti.

## Trama
Il marchese Galeazzo di Torrealta viene trovato assassinato nella sua villa. Sul cadavere l'omicida lascia un biglietto con la sua firma: Diabolicus. Le indagini della polizia si concentrano sui quattro fratelli della vittima, sospettati di avere ucciso il marchese per venire in possesso della ricca eredità di famiglia, ma questi ultimi sembrano avere tutti un alibi di ferro (anche se a beneficio della suspense narrativa si scoprirà che tutti hanno in realtà qualcosa da nascondere). La plurivedova baronessa Laudomia, pur in preda a manie di giovanilismo e a un gusto del macabro che la portano ad augurare a tutti la morte prematura (fatto già accaduto ai primi due suoi mariti), dice di essere andata al cinema, sebbene le sue dichiarazioni non convincano. Il generale Scipione, eroe di guerra e sansepolcrista nostalgico dei tempi del fascismo, manifesta annebbiamenti mentali (di fatto è convinto che al potere ci sia ancora il Duce) e non fornisce indicazioni utili ai poliziotti. Infine il chirurgo Carlo (la cui moglie ha una relazione segreta con Lallo, terzo marito di Laudomia) è rimasto tutta la notte in sala operatoria. Quanto al mite e casto monsignor Antonino, gli inquirenti non insinuano ovviamente neanche il minimo sospetto.

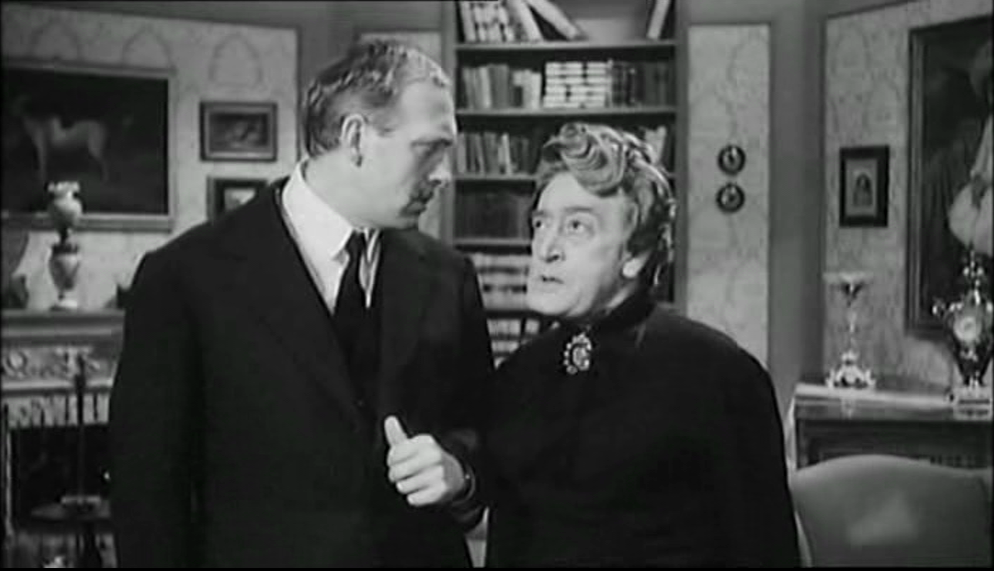
Lallo (Raimondo Vianello) e Laudomia di Torrealta (Totò) in una scena del film

Due sere dopo l'assassinio, Diabolicus invia tre lettere anonime: una alla polizia per sviarla nelle indagini, le altre due a Carlo e a Scipione per farli andare a casa di Laudomia. E qui scatta la trappola di Diabolicus, che uccide in un colpo solo i tre fratelli mentre giocano a biliardo. Monsignor Antonino, rimasto l'unico superstite della famiglia ed erede unico, decide di lasciare i beni dei suoi poveri cari a un fratello segreto, frutto di un peccato di gioventù di suo padre. L'uomo, tale Pasquale Bonocore, è sempre stato bistrattato dalla sua famiglia, e adesso si trova in galera per furto.
Pasquale, appreso dell'improvvisa fortuna ereditata, riesce a concordare la scarcerazione in cambio dei nomi dei complici di un furto al quale aveva partecipato. Sistematosi in una lussuosa villa grazie alla nuova ricchezza acquisita, è sorvegliato tanto dalla polizia che sospetta che ora Diabolicus possa colpire proprio lui, quanto da un servizio di protezione privato cui Pasquale si affida per diffidenza. Infatti, una notte, l'uomo viene aggredito da una figura misteriosa che indossa la famigerata tuta di Diabolicus, ma la polizia, appena sopraggiunta, scopre che in realtà si tratta di Gigi "lo sfregiato", un ex-collega di Pasquale finito in galera dopo la sua confessione ed evaso nel tentativo di vendicarsi.

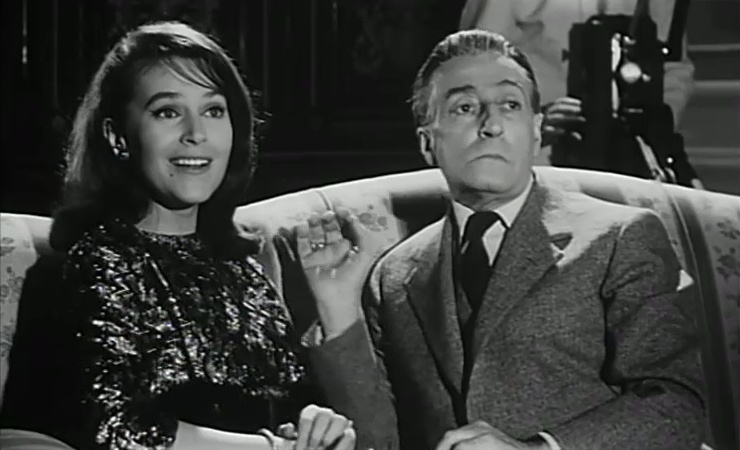
L'attrice Béatrice Altariba insieme a Totò in una scena del film

Nel frattempo, Diana, l'amante di Galeazzo, viene urgentemente convocata da monsignor Antonino. Insospettita dagli strani comportamenti del prelato, il quale la invita a fumare, bere alcolici e ballare, la donna scopre che il monsignore in realtà è Galeazzo travestito dal fratello prelato. Galeazzo, vedendo assottigliarsi il suo patrimonio, aveva infatti deciso di uccidere tutti i suoi fratelli e la sera del "suo" delitto aveva convocato monsignor Antonino a casa sua per poi pugnalarlo, senza essere visto da nessuno, e creare una sostituzione di persona facendo credere di essere stato ucciso, mentre lui prendeva il posto del fratello; in seguito aveva assassinato gli altri tre fratelli. Ora a Galeazzo manca la parte finale del piano: uccidere Pasquale, camuffarlo da monsignore e travestirsi a sua volta da Pasquale, facendo ricadere la colpa di tutti i delitti sull'innocente Lallo, il terzo marito di Laudomia, rinchiuso in camera sua dopo essere stato addormentato con un sonnifero.
Galeazzo attua il piano, grazie anche alla collaborazione di una riluttante Diana, e fa arrestare l'incredulo Lallo; la polizia, però, scopre che la vittima non è monsignor Antonino, ma non è nemmeno Pasquale. L'ucciso, infatti, è il capo della sicurezza privata che protegge Pasquale e che si è sacrificato per il suo diffidente cliente, che aveva deciso di farsi sostituire durante la visita al fratello monsignore. Con Galeazzo in galera e con tanti soldi, Pasquale può finalmente star tranquillo. Tasse a parte...

## Produzione
La "moltiplicazione" di Totò, che in questo film interpreta sei personaggi imparentati tra loro, è stata ispirata dalla simile performance dell'attore britannico Alec Guinness, che in Sangue blu interpretava ben otto ruoli, dando vita a un intero "albero genealogico". Prima d'allora Totò era morto solamente in Totò e i re di Roma; qui invece muore addirittura quattro volte.
Mimmo Poli spesso presente nei film di Totò interpreta di nuovo il ruolo del postino duramente interrogato da Totò come già nel film dell'anno precedente I due marescialli.

### Riprese
Le riprese del film vennero effettuate nel febbraio del 1962.

Riguardo alla scena dell'operazione Pietro De Vico disse: 
( Pietro De Vico e Totò, su antoniodecurtis.com.)

### Cameo
Nel film fa una breve apparizione il regista Steno, nei panni del bizzarro giardiniere della villa di Laudomia.

### Doppiaggio
- Quando Totò interpreta il ruolo del monsignor Antonino, viene doppiato da Renato Turi, mentre quando impersona Laudomia, ha la voce di Carlo Croccolo, doppiatore di fiducia di Totò.[2][3]
- La voce (o, per meglio dire, la risata sardonica) di Diabolicus, è invece quella di Vinicio Sofia, che doppiò anche l'agente delle tasse nella scena finale.

### Tecnici secondari

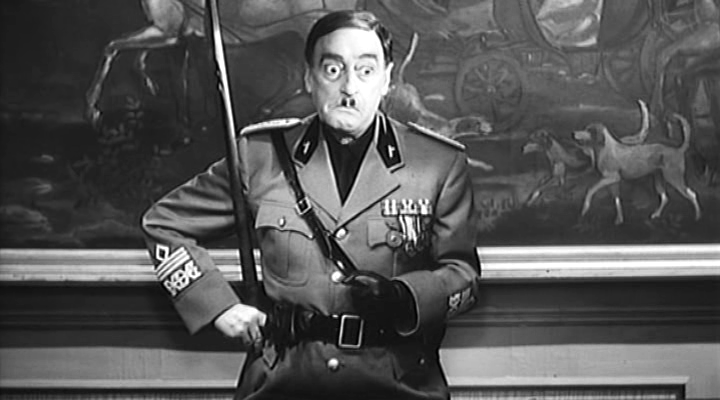
Totò nei panni del generale fascista Scipione di Torrealta

- Direttori di produzione: Egidio Quarantotto, Giancarlo Sambucini
- Aiuto regista: Mario Castellani, Mariano Laurenti
- Tecnico del suono: Enzo Silvestri
- Segretario di edizione: Renata Clerici
- Operatore alla macchina: Stelvio Massi

### Dati tecnici
- Formato negativo (mm/video pollici): 35 mm
- Formato stampa film: 35 mm[4]

## Accoglienza
Distribuito nelle sale italiane il 7 aprile 1962, venne in seguito esportato in Portogallo il 16 luglio del '63 col titolo Totó Diabólico.

### Incassi
Totò diabolicus incassò all'epoca ₤ 448.809.000. Gli spettatori furono invece 2.229.553.

### Critica

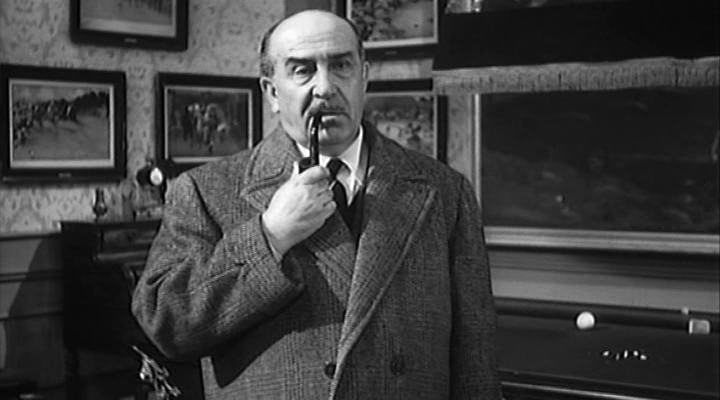
Luigi Pavese nei panni del commissario

(Alberto Anile)
(Morando Morandini)
(Vice, Il Messaggero)
(Massimo Bertarelli, Il Giornale, 30 agosto 2000)

## Altri media
Si potrebbe presumere che il personaggio di Diabolik di Angela e Luciana Giussani, uscito nel novembre 1962, sia stato ispirato dalla visione del film di Totò uscito qualche mese prima nelle sale cinematografiche italiane, e che il film, a sua volta, sia basato su un certo Diabolich, che nel 1958 commetteva alcuni delitti a Torino.